# 愛甲恵子 (翻訳家)
愛甲 恵子（あいこう けいこ、1976年 - ）は、日本の翻訳家。主にイランの絵本の日本語訳を行っている。

## 経歴
ペルシャ語を東京外国語大学、大学院で学ぶ。その後イランの留学を経て現在は翻訳活動の他、イランのイラストレーターの紹介なども行っている。

## 翻訳

### 「詩の国イランの絵本」
1. 『フルーツちゃん!』 （ハミード・トラーブリー作、ジャアファル・エブラーヒーミー文、ブルース・インターアクションズ） 2006.4
2. 『ごきぶりねえさんどこいくの?』（M・アーザード再話、モルテザー・ザーヘディ絵、ブルース・インターアクションズ） 2006.5
3. 『アフマドのおるすばん』（フェレシュテ・ターイェルプール文、メフルヌーシュ・マアスーミヤーン絵、ブルース・インターアクションズ） 2006.6
4. 『ごらん、ごらん、こうやって』（カーンビーズ・カーカーヴァンド文、モルテザー・ザーヘディ絵、ブルース・インターアクションズ） 2006.7
5. 『ごすずめの空』（モハンマド＝ホセイン・モハンマディ詩、モハンマド＝マフディ・タバータバーイー絵、蜂飼耳共訳、ブルース・インターアクションズ） 2006.8